# Adam Hall Group
Adam Hall Group hat als Unternehmensgegenstand die Herstellung und den Vertrieb von Produkten der Unterhaltungs- und Event-Industrie sowie die Herstellung und den Vertrieb von Beschlägen und Zubehörteilen für Transportkoffer mit Sitz in Neu-Anspach im Hochtaunuskreis in Hessen. 2016 belegte die Adam Hall GmbH den 3. Platz im Ranking der umsatzstärksten deutschen Unternehmen der Musikinstrumenten- und Musikequipment Branche, und wird als Global Player in der Pro Audio-, Licht- und Eventindustrie sowie im Musikfachhandel genannt.

## Geschichte

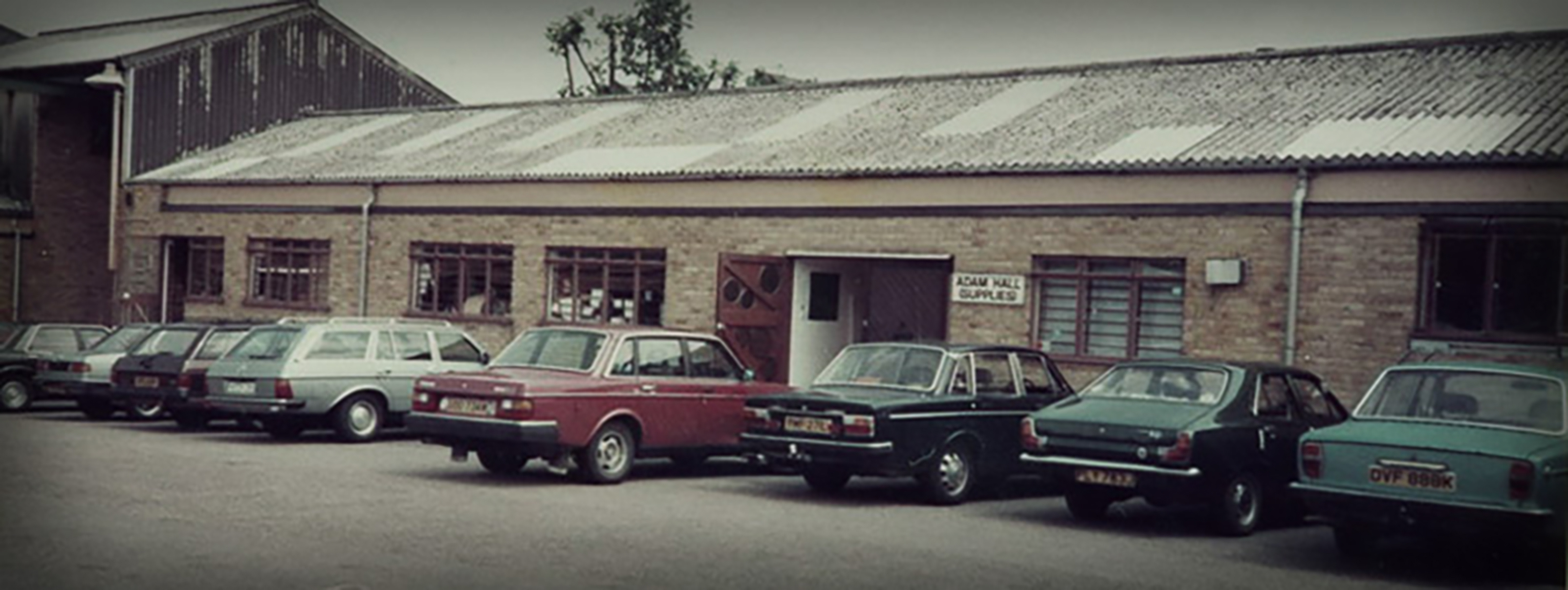
1975, Adam Hall startet in einer Garage

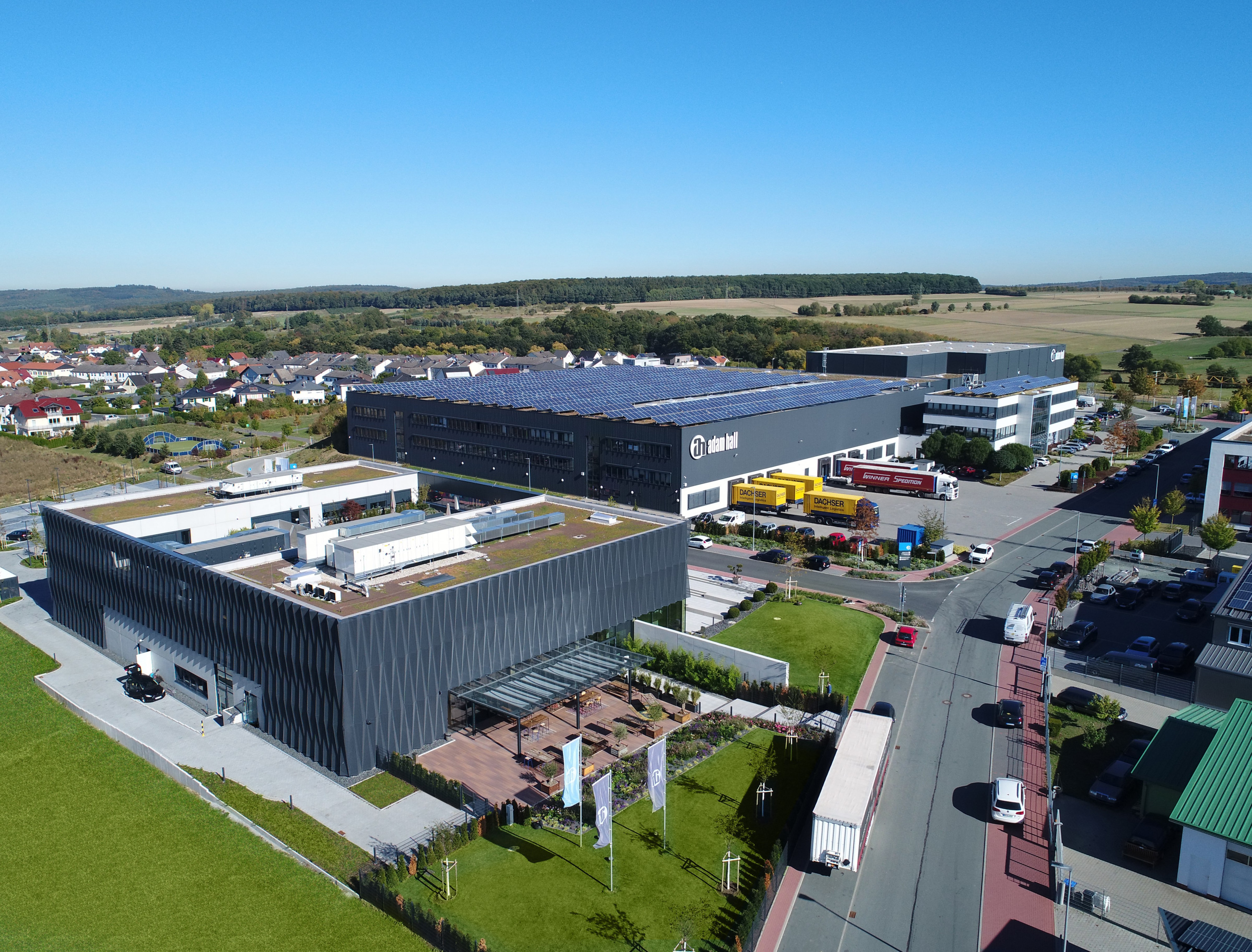
Adam Hall Group Gebäudekomplex, 45 Jahre danach

1975 begann Adam Hall in der Garage mit der Herstellung und dem Vertrieb von robusten Flightcase-Beschlägen und gründete
die Adam Hall Supplies Ltd. im englischen Southend-on-Sea, Essex.

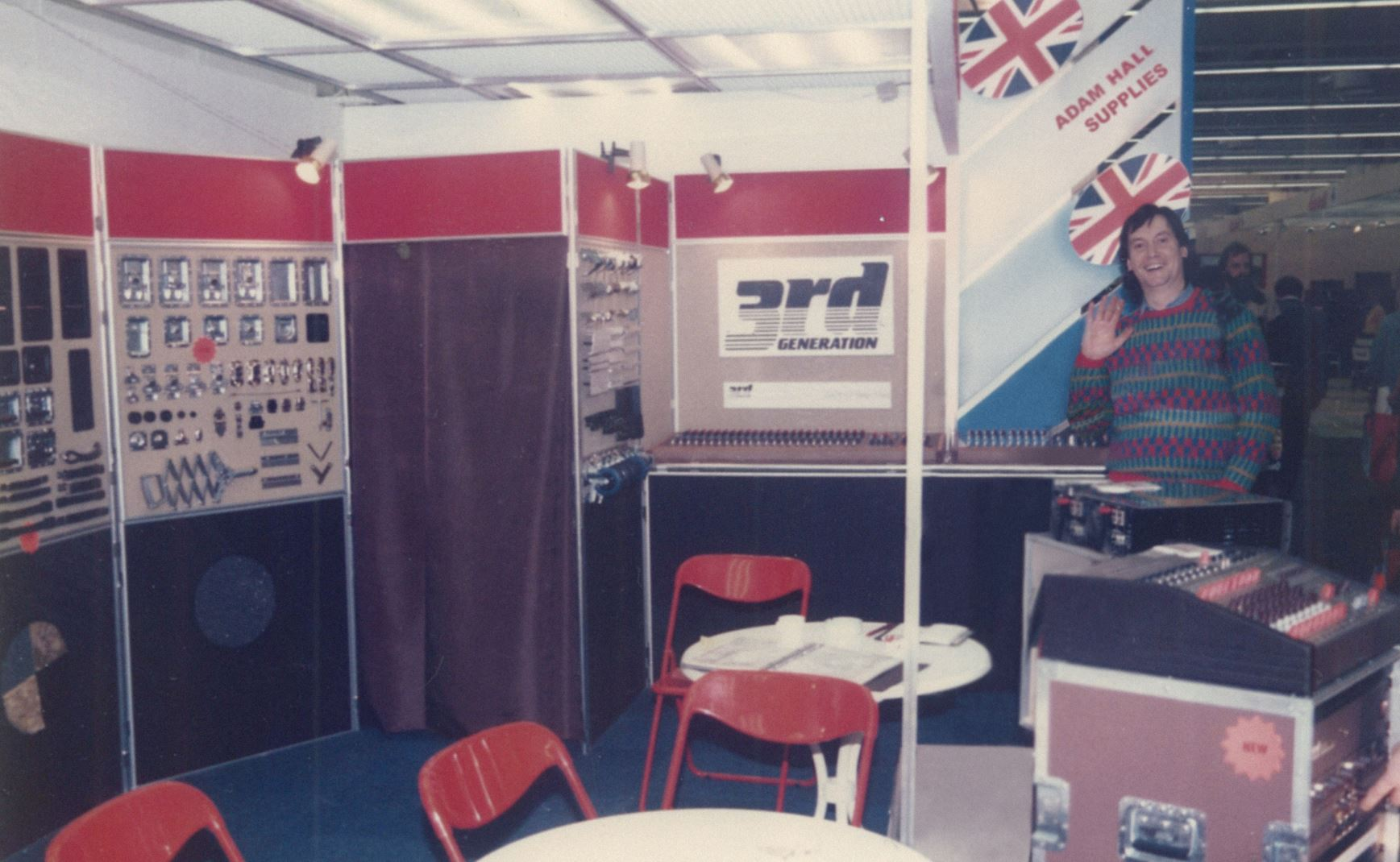
Mr. Adam Hall 1975

Einer seiner damaligen Kunden David John Kirby tourte mit seiner UK-Band durch Deutschland. Er spielte dort nicht nur den Bass, sondern kümmerte sich auch um Reparaturen, bastelte an Effekten bei Sound und Licht, aktualisierte das Equipment und war für das Management zuständig. Nach fünf Jahren Tourneeaktivität löste sich die Band auf und Kirby gründete zusammen 1980 mit Adam Hall die Adam Hall GmbH im hessischen Oberlauken (Gemeinde Weilrod), um Beschläge für Flightcases und Teile für Lautsprechersysteme in Deutschland zu entwickeln und zu vertreiben. Sein Unternehmen wuchs schnell und nahm auch die Herstellung und den Vertrieb von Pro-Audio-Produkten auf. David John Kirby wurde 1980 Geschäftsführer der Adam Hall GmbH.
Nach dem ersten Umzug 1983 nach Usingen bezog man 1990 größere Räumlichkeiten in Neu-Anspach.

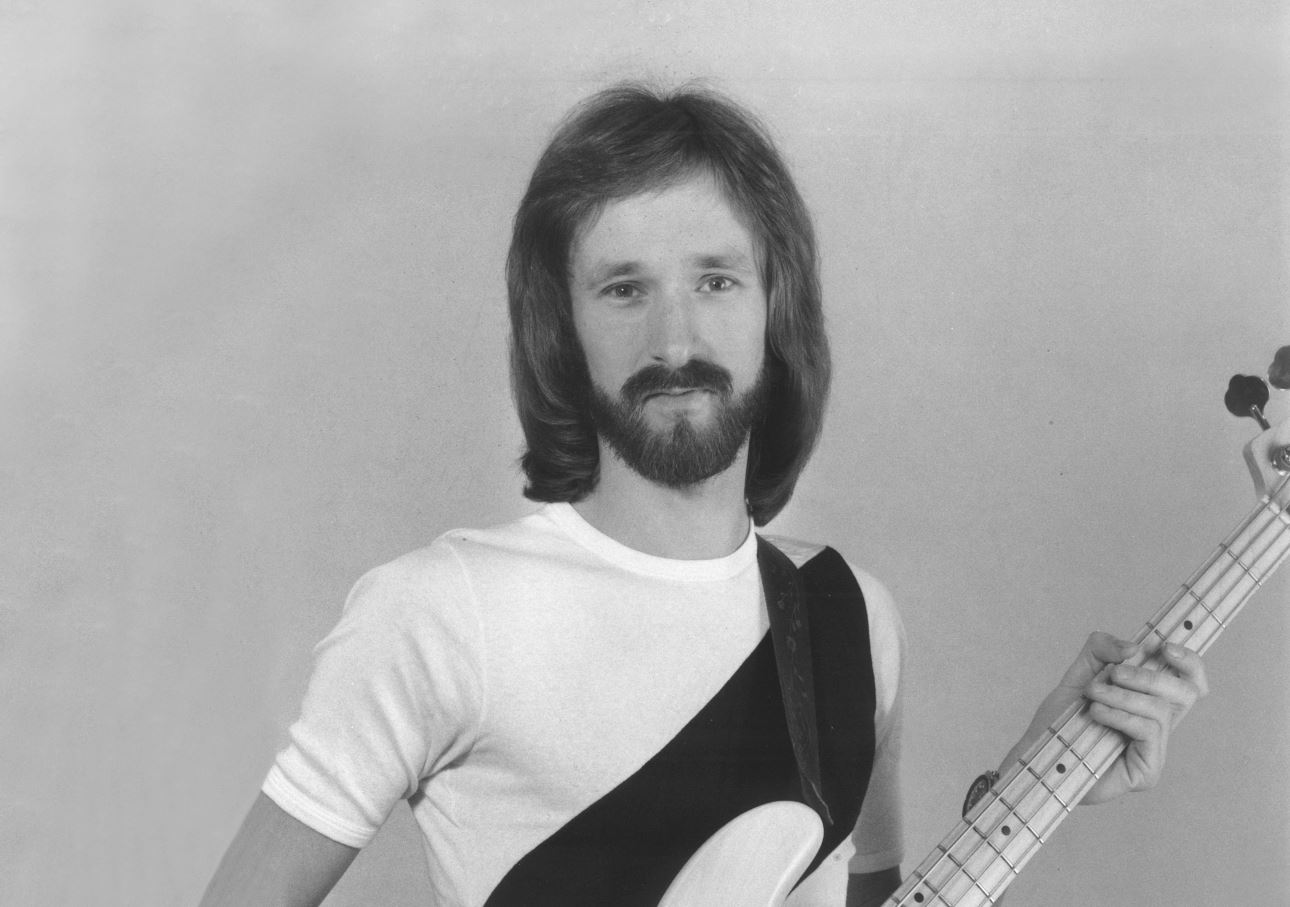
Dave Kirby, Bassist und Gründer der Adam Hall GmbH, 1978

Adam Hall verließ 1993 im Rahmen eines Buy Outs die Adam Hall GmbH und die Adam Hall ltd. David Kirby übernahm die Anteilsmehrheiten und auch die Geschäftsführung der Adam Hall ltd.
1998 stellte das Unternehmen den B2B Webshop online. 2008 folgte der Umzug in die Daimlerstraße, um alle Aktivitäten dort zu bündeln. Das neue europäische Logistikzentrum der Adam Hall GmbH ist ca. 20.000 m² groß. Es umfasst eine Lagerhalle von 6.500 m² plus 1.000 m² für die Value Added Services und 2.500 m² auf 3 Stockwerken für Verwaltung und für einen Showroom.
Nach 33 Jahren an der Spitze gab David Kirby 2013 im Zuge der Nachfolgeregelung die Leitung ab. Markus Jahnel und Alexander Pietschmann wurden die neuen Geschäftsführer der Adam Hall Group und übernahmen Firmenanteile im Rahmen eines Buy Outs.
David Kirby verblieb als Executive Chairman und Geschäftsführer im Unternehmen. Im Februar 2021 legte er die Geschäftsführung nieder.

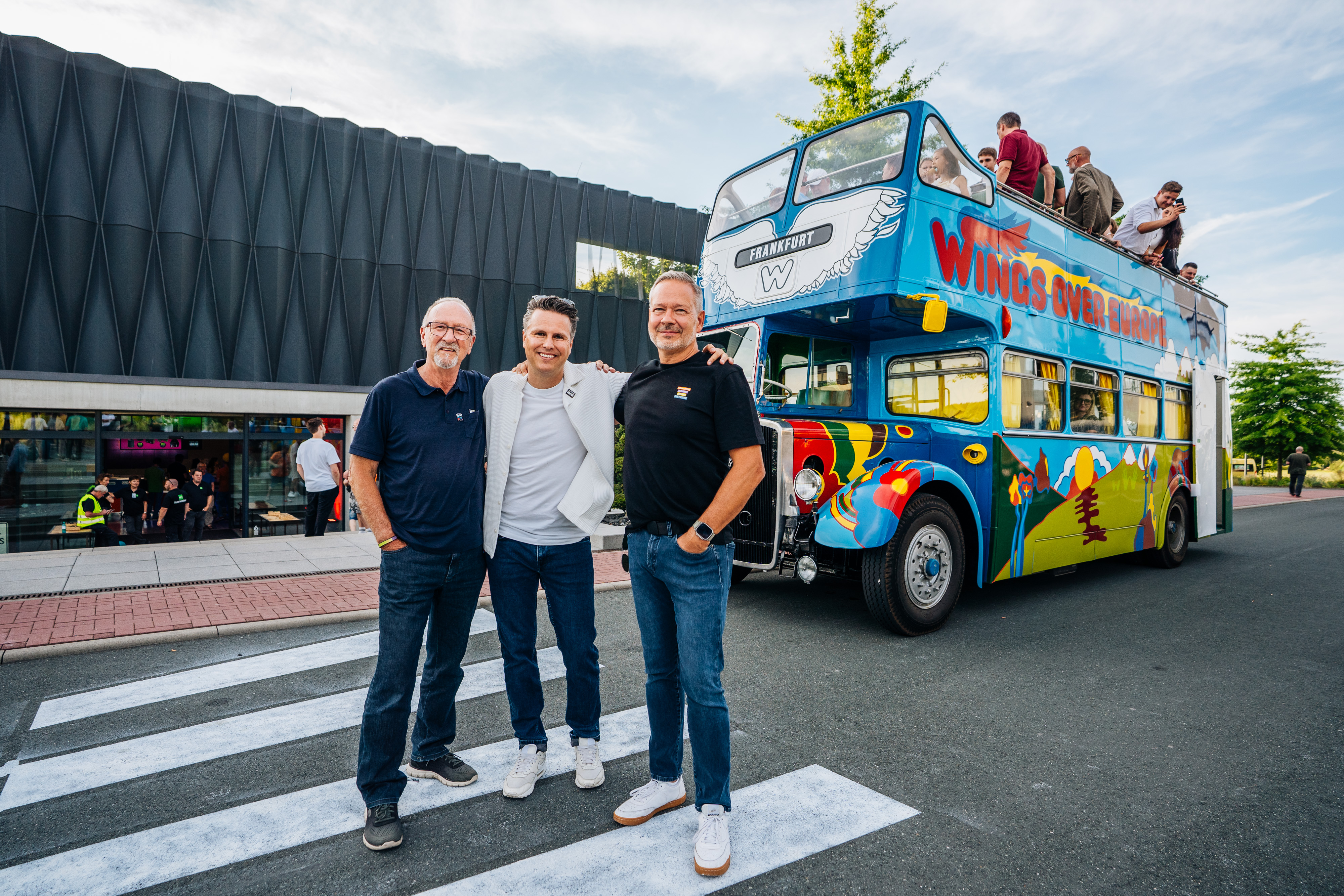
V. l.: Dave Kirby, Alexander Pietschmann und Markus Jahnel vor dem Wings-Tourbus beim 50-jährigen Jubiläum der Adam Hall Group, 2025

Die Adam Hall GmbH expandierte 2014 nach Asien und gründete die Adam Hall Asia Pte Ltd in Singapur und eröffnete 2015 Showrooms in Singapur und Barcelona. 2018 gründete man in Riverdale die Adam Hall North America Inc. In Zusammenarbeit mit dem Porsche Design Studio entstand das PA System LD Systems Maui P900.
2018 investierte man ca. 24 Mio. Euro in den Neubau eines Experience Centers mit 7600 m² Fläche wie auch in die Erweiterung der Logistik mit 5.600 m² Fläche und einer Lagerkapazität von 14.000 m². Hier sind 10.000 Palettenplätze und 17.000 Behälterstellplätze im automatischen Kleinteilelager verfügbar. Das neue Servicecenter umfasst 400 m². Auf der Unternehmenszentrale werden eine 6.500 m² große Photovoltaikanlage installiert. Das Experience Center erinnert mit seiner Fassade an das Gehäuse eines Audio Lautsprechers der Adam Hall Marke LD Systems und beinhaltet Büros, Labors, Showroom und ein Theater / Konzertsaal für Liveauftritte und Produktpräsentationen mit Platz für 800 Zuschauer.
Als Musikliebhaber findet man dort eine sog. Rock-’n’-Roll-Library mit Utensilien, Fotos, Büchern und Instrumenten von u. a. den Beatles, Slash, Michael Jackson und Leihgaben von Eric Clapton oder Joe Bonamassa.
Im April 2024 übernahm die Adam Hall Group den originalen Wings-Tourbus von Paul McCartney aus dem Jahr 1972 – ein restaurierter Bristol KSW-Doppeldecker, der ursprünglich in psychedelischer Farbgebung für die „Wings Over Europe“-Tour umgebaut worden war. Am 4. Juli 2025 wurde das historische Fahrzeug im Rahmen des 50-jährigen Firmenjubiläums „Honouring the past, driving the future“ erstmals öffentlich präsentiert. Der ikonische Bus ist heute Teil der firmeneigenen Rock ’n’ Roll Library und gilt als Symbol für die Verbindung von Musikgeschichte, Kreativkultur und technischer Innovation.

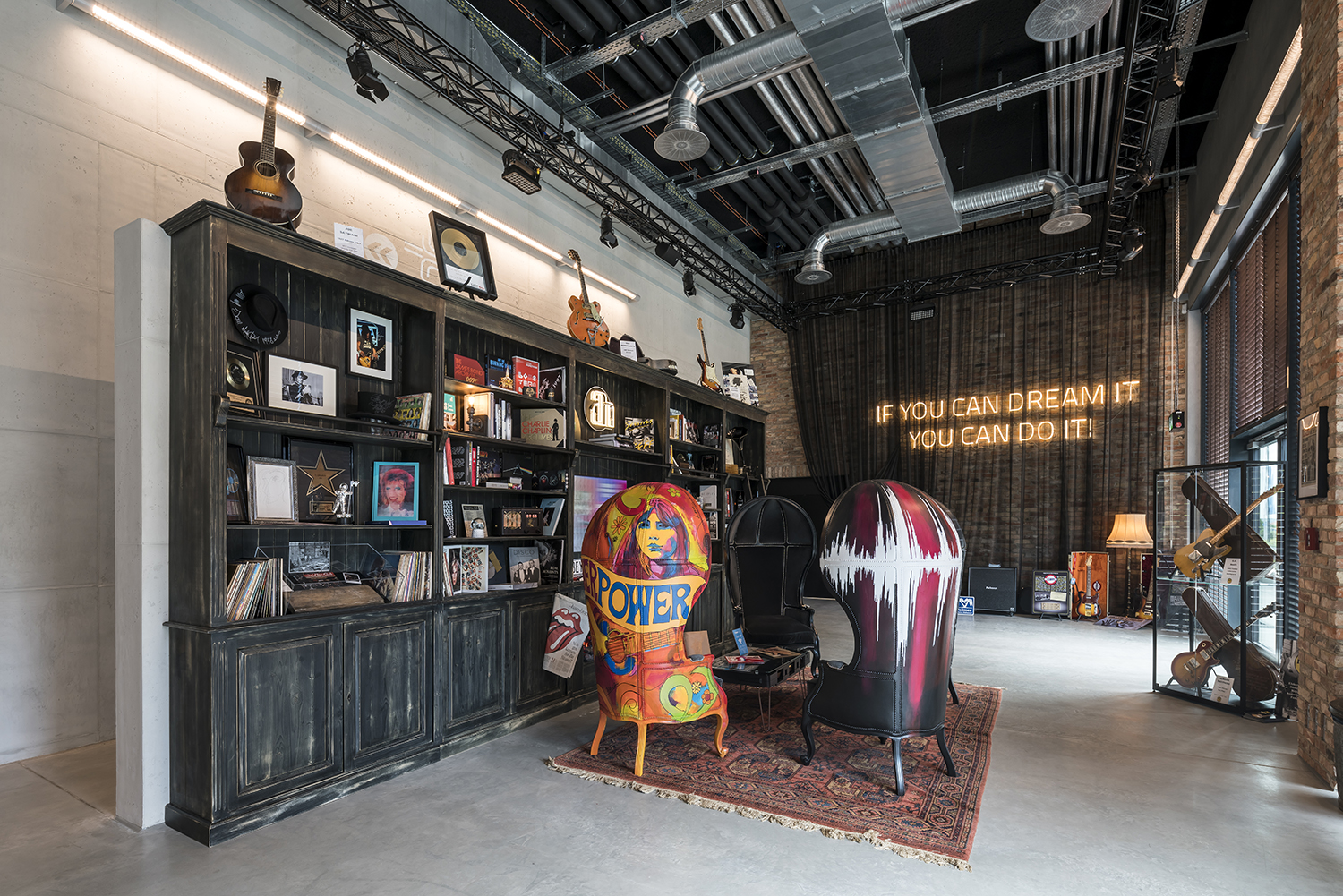
"Rock-’n’-Roll-Library" im Adam Hall Experience Center, 2018

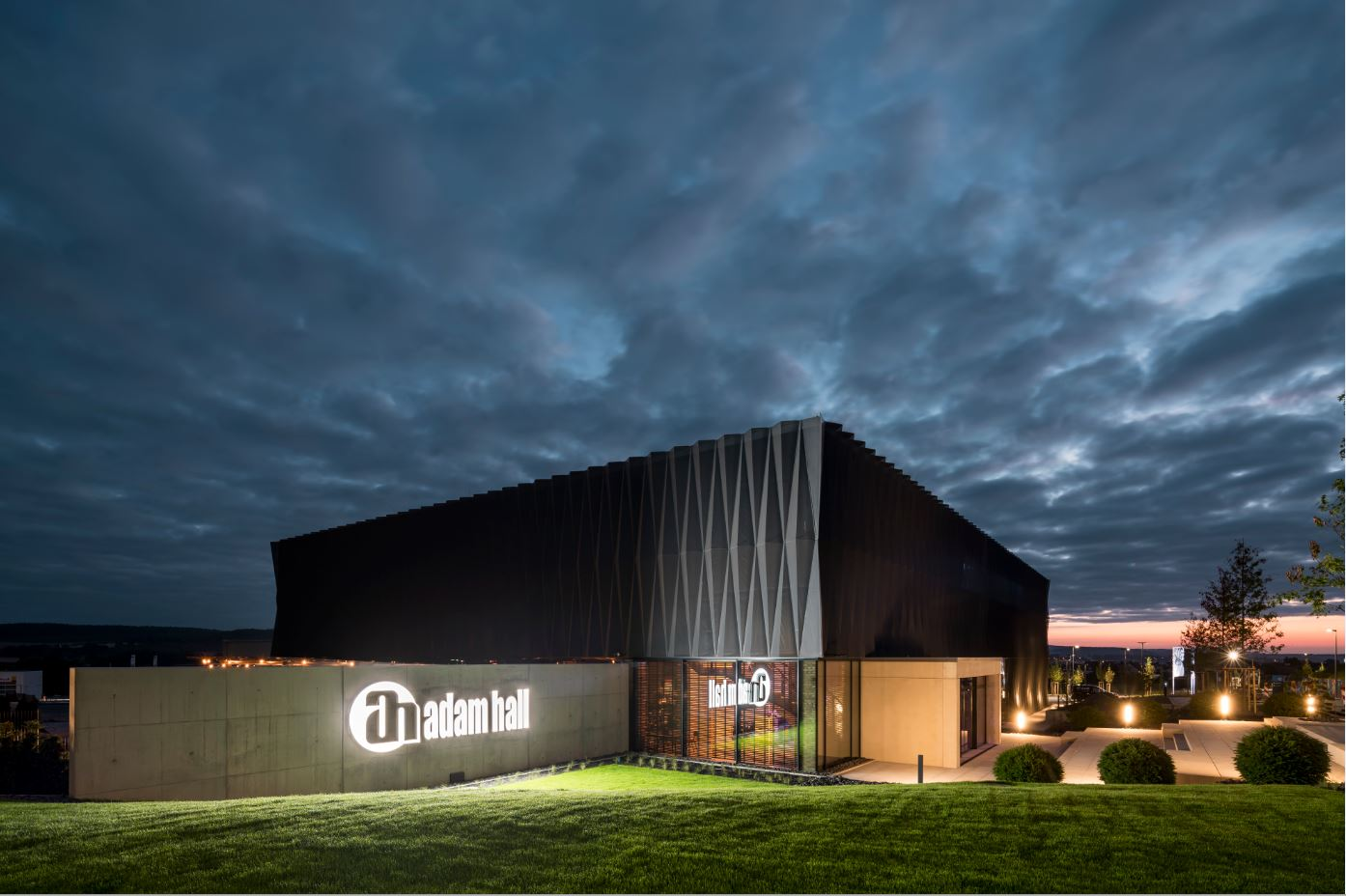
Adam Hall Experience Center, 2018

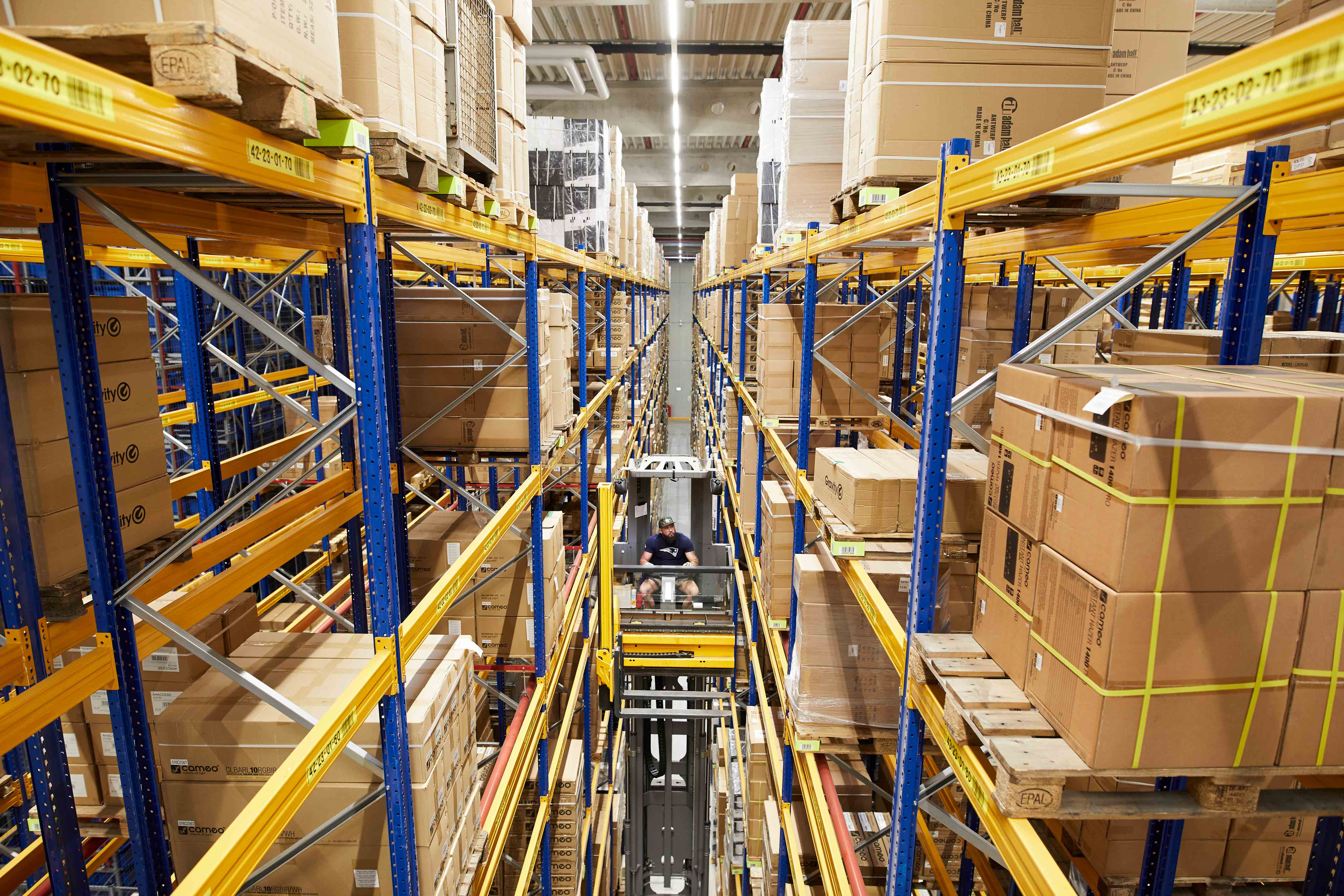
Adam Hall GmbH:New Warehouse, 2018

## Unternehmensstruktur
Das Unternehmen gliedert sich auf in die vier Bereiche:
- Vertrieb von Eigen- und Fremdmarken über ein internationales Händler-/Distributoren-Netz aus den Bereichen Musikfachhandel, Industrie, Verleih und Integrated Systems[25]
- den B2B-Online-Handel[26]
- Herstellung und Entwicklung von Produkten für die Event- und Musikequipment-Industrie sowie für integrierte AV-Anwendungen[25]
- Lager- und Logistikcenter

Eigene Niederlassungen befinden sich in Singapore, UK und USA.

## Marken

### Eigenmarken
- LD Systems (professionelle Beschallungstechnik),
- Cameo (professionelle Lichttechnik)
- Gravity (Bühnenstative und Zubehör)
- Palmer (Produkte für Audio Professionals & Musiker)

- Defender (Kabelbrücken)
- Adam Hall Hardware (Flightcase-Bauteile)
- Adam Hall Cables (Kabel & Kabelzubehör)
- Adam Hall Stage Equipment (standfeste Stative, Molton-Bühnenstoff und Gaze-Netzgewebe. Stromverteiler, professionelle Steckverbinder, konfektionierte Kabel, Gaffaband)

### Vertriebsmarken
- Advance (Klebeband)
- Blickle (Rollen, Räder)
- Bralo (Hersteller von Blind- und Mehrbereichsnieten)
- Guitel (Rollen, Räder)
- Neutrik (Stecker für Audio, Video, Licht)
- Ram Audio (Audio-Verstärker)
- Riggatec (Schellen, Haken, Anschlagmittel, Seile, Halterungen)
- Tente (Rollen)
- Varta (Alkaline-Zellen)
- Höfner (akustische, klassische und elektrische Gitarren, Archtops, Bässe und Streichinstrumente)
- EBS Sweden (Verstärker-Tops und Combo-Amps, Lautsprecherboxen und Effektpedale speziell für Bassisten)
- Mad Professor (Effektpedale)
- Warnex (Strukturlacke)
- Maton Musical Instruments

## Forschung und Entwicklung
Das Unternehmen investiert in die Forschung und Entwicklung neuer Produkte und Technologien.
So ist für die technische Weiterentwicklung das Experience Center essenziell. Der integrierte Bereich für Forschung und Entwicklung in der anderen Hälfte des Experience Centers beherbergt einen reflexionsarmen Akustik-Messraum, diverse Dauer- und Klima-Prüfstände, ein Lichtmesslabor sowie ausreichend Platz für Modellbau und 3D-Prototyping.
Die Adam Hall GmbH hält mehrere Patente zum Thema Lautsprecher, Scheinwerfer, Stative und Kabelbrücken: Im Jahr 2022 wurde dem Unternehmen mit dem BSFZ-Siegel die Innovationskompetenz in den Bereichen Forschung und Entwicklung bescheinigt. Das Siegel wird im Rahmen des zum 1. Januar 2020 in Kraft getretenen Forschungszulagengesetzes (FZulG) vom Bundesministerium für Bildung und Forschung vergeben.

## Auszeichnungen
- German Design Award 2019,[33] 2020,[34] 2022[35]
- iF Design Award 2016[36]
- Red Dot Design Award 2016,[37] 2019[38] 2020,[39] 2021,[40] 2023[41], 2024[42][43]
- German Brand Award 2017[44]
- Architecture MasterPrize[45]
- Art Directors Club 2019[46]
- ICONIC AWARDS 2019,[47][48] 2022[49]
- Taunus-Unternehmerpreis 2018 des BVMW[50][51]

## Engagement
Junge Talente, Bands, Schulen und Vereine unterstützt das Unternehmen durch das „Equipment-Sponsoring“ und andere Beteiligungen.
Im März 2019 unterstützte man im _A310_Zero-G Zero-G-Airbus A310 mit Audio- und Scheinwerfer Produkten den Worldclubdome von BigCityBeats. Im Juni 2020, im Rahmen der Initiative „Night of Light“ zur Rettung der Veranstaltungs- und Kulturwirtschaft während der COVID-19-Pandemie, veranstaltete BigCityBeats mit der Adam Hall Group eine virtuelle Sonderedition des World Club Domes im Adam Hall Experience Center mit Paul van Dyk, Gestört aber geil, Milk & Sugar uvm.
Die Adam Hall Group setzt sich aktiv für generationenübergreifende Zusammenarbeit und Diversität im Rahmen von 'New Work' ein, wie in der ARD-Story New Work – Arbeiten wie ich will! beleuchtet und durch die Unterzeichnung der Charta für Vielfalt bestärkt wird.
Auf ökologischer Ebene engagiert sich das Unternehment mit der Implementierung des Eco Management and Audit Scheme (EMAS) im Oktober 2024  und durch transparente Kommunikation und regelmäßige Berichterstattung.